# Guy Koller
Pour les articles homonymes, voir Koller.
Guy Koller, né le 21 juillet 1956 à Strasbourg et mort le 3 juillet 2022 à Oran, est un haltérophile et dirigeant sportif français.

## Carrière
Guy Koller est septuple champion de France d'haltérophilie de 1978 à 1984 dans la catégorie des poids lourds (plus de 110 kg).
Le 25 avril 2021, il est élu président de la Fédération française d'haltérophilie.
Le 3 juillet 2022, il décède dans sa chambre d'hôtel à Oran, alors qu'il assiste aux Jeux méditerranéens de 2022.